# Опатіца
Опатіца (рум. Opatița) — село у повіті Тіміш в Румунії. Адміністративно підпорядковане місту Дета.
Село розташоване на відстані 395 км на захід від Бухареста, 38 км на південь від Тімішоари.

## Населення
За даними перепису населення 2002 року у селі проживали 637 осіб.
Національний склад населення села:
| Національність | Кількість осіб | Відсоток |
| -------------- | -------------- | -------- |
| румуни         | 603            | 94,7%    |
| цигани         | 25             | 3,9%     |
| угорці         | 5              | 0,8%     |

Рідною мовою назвали:
| Мова      | Кількість осіб | Відсоток |
| --------- | -------------- | -------- |
| румунська | 603            | 94,7%    |
| циганська | 25             | 3,9%     |
| угорська  | 6              | 0,9%     |